# Sala de control de producción

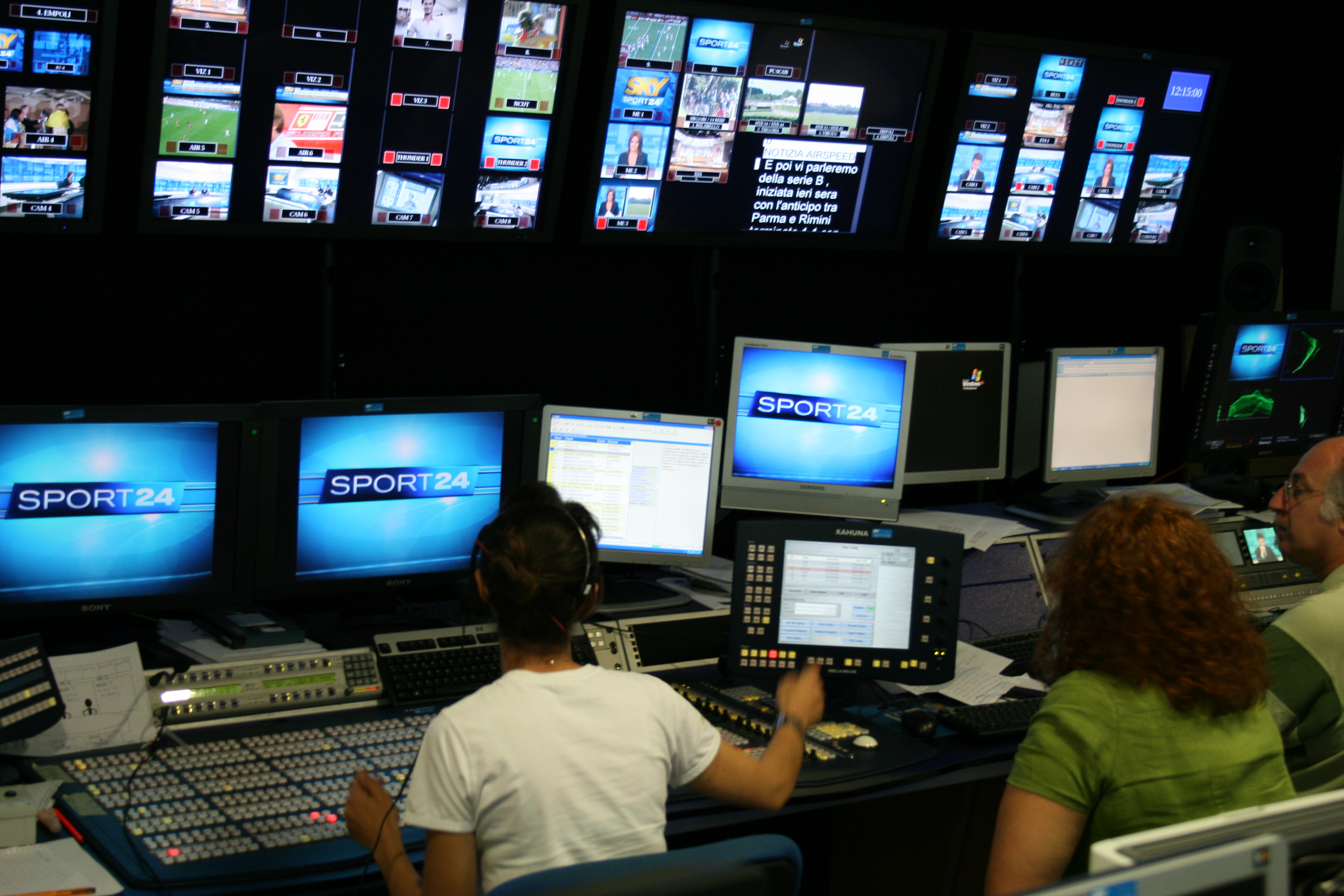
Sala de control de producción de SKY Sport24, un canal de Sky Italia (agosto de 2008)

La sala de control de realización  o sala de control de producción (PCR por sus siglas en inglés)  es el lugar en un estudio de televisión en el que tiene lugar la realización de un programa televisivo.
El control de realización es un espacio destinado a controlar las señales de audio y video provenientes del estudio, adecuándolas para enviarlas a su respectiva emisión.

## Equipamiento
Entre el equipamiento que se puede encontrar en una sala de control de producción se encuentran:
- Un frontal  de monitores de video, con monitores para programa, vista previa, VTR, cámaras, gráficos y otras fuentes de video. En algunas instalaciones, el frontal de monitores puede ser un conjunto de televisores físicos y monitores mientras que en otros, la pared ha sido reemplazada por monitores virtuales con pantallas de video grandes, capaces de mostrar múltiples fuentes.
- Un mezclador de visión o switcher, un panel de control grande utilizado para seleccionar la configuración de múltiples cámaras y otras fuentes diversas para grabar o ver en el aire y en muchos casos, en cualquier monitor de video en el set.[1]
- Una consola de mezclas de audio y otros equipos de audio, como dispositivos de efectos.[1]
- Un generador de caracteres, que crea la mayoría de los nombres y gráficos digitales en pantalla que se insertan en la pantalla.[1]
- Efectos de video digital, o DVE por sus siglas en inglés, para la manipulación de fuentes de video. En los mezcladores de visión más nuevos, el DVE está integrado en el mezclador de visión. Los modelos más antiguos sin DVE incorporados a menudo pueden controlar dispositivos DVE externos, o un operador puede ejecutar manualmente un DVE externo.
- Un dispositivo de almacenamiento fijo o marco fijo para el almacenamiento de gráficos u otras imágenes. Si bien el nombre sugiere que el dispositivo solo es capaz de almacenar imágenes fijas, los dispositivos más nuevos pueden almacenar videoclips en movimiento y gráficos en movimiento.
- La estación del director técnico, con monitores de forma de onda, vectorscopios y las unidades de control de cámara (CCU) o paneles de control remoto (RCP) para las CCU.
- En muchas instalaciones, una consola de control de iluminación, utilizada para controlar la iluminación en el estudio.
- En algunas instalaciones, los VTR también se pueden ubicar en la PCR, pero a menudo también se encuentran en la Sala del Aparato Central (CAR).
- Equipo de intercomunicador para comunicación con talentos y equipo de televisión.
- Un generador de señal para sincronizar todo el equipo de video a una referencia común que requiere colorburst o salva de color.